# Motore ibrido a due/quattro tempi
Un motore ibrido a due/quattro tempi, è un motore termico raramente usato; è un normale motore a quattro tempi con lubrificazione a perdere, tipica del motore a due tempi a ciclo loop.

## Motore a quattro tempi con ciclo a due tempi
Si tratta di un normale motore a quattro tempi, dove l'azionamento delle diverse valvole viene effettuato in modo tale da poter creare il ciclo a due tempi "brevetto Orbital", o motori 2/4 Sight che sono capaci di utilizzare entrambi i cicli, sia a due che a quattro tempi.

### Introduzione

Ciclo termico di un motore 4T, del tutto paragonabile al motore ibrido 2/4T
1=PMS
2=PMI
A: Aspirazione
B: Compressione
C: Espansione
D: Scarico

Questo tipo di motore nato inizialmente per necessità belliche, anche a causa delle norme antinquinamento risulta essere un'alternativa al normale motore a quattro tempi per la sostituzione del motore a due tempi a ciclo loop.
Il termine "a 4 tempi" deriva dal fatto che il motore è fisicamente uguale a un motore a quattro tempi, mentre il termine "a 2 tempi" deriva dal fatto che tale motore riesce a effettuare anche il ciclo del due tempi.

### Storia
Questo tipo di propulsione venne da un'idea di fine anni '80, dove il brevetto Orbital impiegato sui scooter 50 da Aprilia, Piaggio e Peugeot riuscì ad aumentare l'interesse per il ciclo a due tempi anche nel settore automobilistico, ma poi scemato per l'ostilità del mercato per queste propulsioni.
Il progetto venne ripreso 15 anni dopo su alcuni motori a iniezione diretta, data la sua capacità nello stratificare la carica di combustibile (avere una maggiore carica di combustibile nella zona della candela e minore nel resto della camera di combustione). Nel frattempo con gli studi di questi motori vennero poi resi capaci di funzionare sia a quattro che a due tempi.

### Funzionamento/fasi del ciclo
Il ciclo termodinamico del motore a due tempi, come noto, si sviluppa completamente in una rotazione dell'albero motore.
La combustione avviene attorno al PMS (punto morto superiore), vi è l'espansione, a circa metà della corsa si apre la valvola di scarico (su un motore a quattro tempi si apre a circa i 2/3 3/4 della corsa) ed inizia l'espulsione dei gas in modo spontaneo, quando si arriva ai pressi del PMI (punto morto inferiore) si apre anche la valvola d'aspirazione, che permette ai gas freschi messi in pressione dal sistema di sovralimentazione di entrare nel cilindro ed effettuare il lavaggio.
A circa metà della corsa di risalita verso il PMS si hanno entrambe le valvole chiuse (su un motore a quattro tempi la valvola d'aspirazione si chiude a circa i 1/3 3/5 della corsa) ed inizia la compressione, arrivati ai pressi del PMS si ha l'accensione e la combustione che si protrae fino a poco oltre l'inizio della discesa del pistone al PMI, facendo riprendere il ciclo da capo.

### Controlli
Questi motori richiedono gli stessi controlli del motore a quattro tempi

## Motore a quattro tempi con carter pompa
Si tratta di un normale motore a quattro tempi, dove l'aspirazione della miscela aria, benzina e olio viene effettuata prima nel carter, per poter lubrificare le diverse parti del motore, poi viene aspirata nel motore.

### Introduzione
Questo tipo di motore nato inizialmente per necessità belliche, anche a causa delle norme antinquinamento risulta essere un'alternativa al normale motore a quattro tempi per la sostituzione del motore a due tempi a ciclo loop.
Il termine "a 4 tempi" deriva dal fatto che la combustione avviene per quattro passaggi successivi:
1. Aspirazione: l'aria (eventualmente miscelata con il combustibile vaporizzato) passa dal carte pompa ed entra nel cilindro.
2. Compressione: il gas (aria o miscela) aspirato viene compresso e viene provocata la combustione (per iniezione del combustibile o per effetto di una scintilla).
Durante questa fase si ha anche l'aspirazione della miscela aria-olio o aria-olio-carburante nel carter pompa
3. Espansione: il combustibile si infiamma e il pistone viene spinto verso il basso.
4. Scarico: il gas di scarico viene espulso.

Mentre il termine "a 2 tempi" deriva dal fatto che tale motore utilizza il medesimo sistema di lubrificazione del motore a due tempi a ciclo loop.

### Storia
Questi tipo di motore è stato inventato nella città di Post Falls in Idaho intorno ai anni '80 e poi utilizzato dall'esercito americani sui veicoli leggeri migliorando le loro caratteristiche meccaniche.

### Funzionamento/fasi del ciclo
Il ciclo termodinamico del motore a quattro tempi, come noto si sviluppa completamente in due rotazioni dell'albero motore, ma in più si ha l'aspirazione nel carte pompa (che s'interpone nell'aspirazione del motore) durante la risalita del pistone dal PMI al PMS, dove tale gas aspirato oltre a servire per la lubrificazione (del tipo a perdere) del manovellismo del motore, viene successivamente aspirato nel cilindro del motore durante la fase d'aspirazione.

### Controlli
Tale motore, a differenza del motore a quattro tempi, non richiede tanti controlli. Infatti, in presenza della lubrificazione tramite miscelatore è sufficiente la spia dell'olio per indicare il livello dello stesso nel serbatoio; altrimenti, in assenza di sistema a miscelatore, il motore deve essere alimentato direttamente a miscela senza nemmeno il bisogno della spia olio; infine va controllato anche il livello dell'acqua del radiatore in presenza di raffreddamento a liquido.

## Motore a quattro tempi con lubrificazione a perdere
Questa tipologia di motore sia dal punto di vista strutturale che del ciclo è del tutto simile al classico motore a quattro tempi, ma si differenzia per la lubrificazione, che in questo caso è del tipo a perdere e avviene grazie a una comunicazione della camera di manovellismo con il condotto d'aspirazione, permettendo l'aspirazione della miscela aria-benzina-olio quando la valvola a fungo d'aspirazione è chiusa e il pistone risale, mentre si ha l'espulsione alla discesa del pistone al PMI, accentuata durante la fase d'aspirazione dove si ha l'apertura della valvola d'aspirazione e una forte riduzione della pressione nel condotto d'aspirazione.

## Accorgimenti
Nei motori a due/quattro tempi ci sono degli accorgimenti per migliorare la funzionalità delle varie fasi e del rendimento globale del motore, che sono i medesimi per entrambe le tipologie di motore da cui prende spunto